# HMS Capetown (D88)
O HMS Capetown foi um cruzador rápido operado pela Marinha Real Britânica e a vigésima sexta embarcação da Classe C, parte da subclasse Carlisle. Sua construção começou em fevereiro de 1917 nos estaleiros da Cammell Laird e foi lançado ao mar em junho do ano seguinte, sendo comissionado na frota britânica em fevereiro de 1922. Era armado com uma bateria principal formada por cinco canhões de 152 milímetros montados em torres de artilharia simples, tinha um deslocamento de mais de cinco mil toneladas e conseguia alcançar uma velocidade máxima de 29 nós.